# 小行星5763
小行星5763（5763 Williamtobin）是一颗围绕太阳公转的小行星。1982年6月23日，艾倫·C·吉爾摩、潘蜜拉·M·基爾馬汀在蒂卡普湖发现了此天体。
这颗小行星的绝对星等为129.1921597828104等。